# دونغ جيان
دونغ جيان (بالصينية: 董健) هو أخصائي في الأدب صيني، ولد في يناير 1936 في شوقوانغ ‏ في الصين، وتوفي في 12 مايو 2019 في نانجينغ في الصين.